# Tankred Dorst
Tankred Dorst (19 de dezembro de 1925 – 1 de junho de 2017) foi um dramaturgo alemão.
Sua obra mais conhecida, A Grande Imprecação Diante dos Muros da Cidade, foi escrita em 1960. A primeira montagem desta peça em São Paulo foi em 1972, no antigo Studio São Pedro.[carece de fontes?]
Sepultado no Bogenhausener Friedhof.

## Obras

### Dramas
- 1960: Die Kurve; Uraufführung an den Bühnen der Hansestadt Lübeck, Regie: Hansjörg Utzerath
- 1960: Gesellschaft im Herbst; Uraufführung im Nationaltheater Mannheim, Regie: H. J. Klein
- 1961: Große Schmährede an der Stadtmauer; Uraufführung an den Bühnen der Hansestadt Lübeck, Regie: U. Brecht
- 1964: Die Mohrin; Uraufführung an den Städtischen Bühnen Frankfurt, Regie: G. Klingenberg
- 1968:  Toller; Uraufführung am Staatstheater Stuttgart, Regie: Peter Palitzsch
- 1973: Eiszeit; Uraufführung am Schauspielhaus Bochum, Regie: Peter Zadek
- 1975: Auf dem Chimborazo; Uraufführung am Schlossparktheater Berlin, Regie: D. Dorn / 1976 Neufassung und Erstaufführung an den Münchner Kammerspielen, Regie: H. Clemen
- 1977: Goncourt oder Die Abschaffung des Todes (zusammen mit Horst Laube); Uraufführung an den Städtischen Bühnen Frankfurt am Main, Regie: P. Palitzsch
- 1980: Die Villa; Uraufführung am Düsseldorfer Schauspielhaus/Württembergischen Staatstheater Stuttgart, Regie: Jaroslav Chundela/G. Krämer
- 1981: Merlin oder Das wüste Land; Uraufführung am Düsseldorfer Schauspielhaus, Regie: J. Chundela
- 1985: Heinrich oder die Schmerzen der Phantasie; Uraufführung am Düsseldorfer Schauspielhaus, Regie: V. Hesse
- 1986: Ich, Feuerbach; Uraufführung am Bayerischen Staatsschauspiel München, Regie: V. Hesse
- 1987: Der verbotene Garten - Fragmente über D’Annunzio; Uraufführung am Stadttheater St. Gallen, Regie: J. Gillar
- 1987: Parzival; Uraufführung am Thalia Theater Hamburg, Regie: Robert Wilson / 1990 Neufassung und Uraufführung an den Städtischen Bühnen Frankfurt am Main, Regie: A. Brill
- 1988: Der verbotene Garten; deutsche Erstaufführung an der Freien Volksbühne Berlin, Regie: H. Neuenfels
- 1988: Korbes; Uraufführung am Deutschen Schauspielhaus Hamburg, Regie: Wilfried Minks
- 1988: Grindkopf; Uraufführung an den Städtischen Bühnen Frankfurt am Main, Regie: A. Brill
- 1990: Karlos; Uraufführung an den Münchner Kammerspielen, Regie: D. Dorn
- 1990: Wie im Leben wie im Traum
- 1992: Fernando Krapp hat mir diesen Brief geschrieben; Uraufführung am Wiener Burgtheater (Akademietheater), Akademietheater, Regie: Wilfried Minks
- 1994: Herr Paul; Uraufführung am Deutschen Schauspielhaus in Hamburg, Regie: Jossi Wieler
- 1994: Nach Jerusalem; Uraufführung am Deutschen Schauspielhaus in Hamburg, Regie: M. Hartmann
- 1995: Die Schattenlinie; Uraufführung am Burgtheater Wien, Akademietheater, Regie: H. Hollmann
- 1996: Die Geschichte der Pfeile (ein Triptychon); Regie: Torsten Fischer
- 1997: Die Legende vom armen Heinrich; Uraufführung an den Münchner Kammerspielen, Regie: J.-D. Herzog
- 1997: Harrys Kopf; Uraufführung am Düsseldorfer Schauspielhaus, Regie: Wilfried Minks
- 1997: Was sollen wir tun; Uraufführung am Schauspiel Bonn/Staatsschauspiel Dresden, Regie: Antoine Uitdehaag / Tobias Wellemeyer
- 1998: Wegen Reichtum geschlossen (eine metaphysische Komödie); Uraufführung am Bayerischen Staatsschauspiel München, Regie: A. Lang
- 1999: Große Szene am Fluß; Uraufführung am Bayerischen Staatsschauspiel München, Regie: K. Emmerich
- 2001: Kupsch (Monolog); Uraufführung am Deutschen Theater Göttingen, Regie: B. von Poser
- 2002: Die Freude am Leben; Uraufführung am Schauspiel Bonn, Regie: H. Clemen
- 2002: Othoon (ein Fragment); Uraufführung am Schauspiel Frankfurt, Regie: A. Brill
- 2004: Purcells Traum von König Artus. Stück mit Musik nach Henry Purcell. Uraufführung am Hessischen Staatstheater Wiesbaden, Regie: David Mouchtar-Samorai
- 2005: Die Wüste; Uraufführung am Theater Dortmund, Regie: H. Schmidt-Rahmer
- 2007: Ich bin nur vorübergehend hier - Botschaften aus dem Niemandsland; Uraufführung am Niedersächsischen Staatstheater Hannover, Regie: J. Hölscher
- 2008: Künstler; Uraufführung am Theater Bremen, Regie: Christian Pade
- 2008: Prosperos Insel
- 2016: Das Blau in der Wand; Uraufführung 8. Juni 2016 Ruhrfestspiele, Kleines Theater, Recklinghausen[3]

### Teatro de marionetes
- 1953 und 1964: Aucassin und Nicolette
- 1956: Eugen. Eine merkwürdige Geschichte
- 1957: La Ramée
- 1958: Felis Caligatus (nach Ludwig Tieck);
- 1959: A Trumpet for Nap
- 1961: Maipu's Versuchung oder Die Belohnte Treue

### Bearbeitungen für die Bühne
- 1963: Rameaus Neffe (Diderot übersetzt und bearbeitet); Uraufführung an den Städtischen Bühnen Nürnberg, Regie: R. Lansky
- 1964: Der gestiefelte Kater oder Wie man das Spiel spielt (nach Ludwig Tieck); Uraufführung am Deutschen Schauspielhaus Hamburg, Regie: H. Lietzau
- 1966: Der Richter von London (nach Thomas Dekker); Uraufführung an den Städtischen Bühnen Essen, Regie: J. Fontheim
- 1967: Der Geizige (Molière übersetzt und bearbeitet); Erstaufführung am Württembergischen Staatstheater Stuttgart, Regie: Peter Zadek
- 1967: Der Preispokal (Sean O’Casey übersetzt und bearbeitet); Erstaufführung an den Wuppertaler Bühnen (unter dem Titel: Der Pott), Regie: Peter Zadek
- 1968: Der eingebildete Kranke (Molière übersetzt und bearbeitet); Erstaufführung am Staatstheater Kassel, Regie: K. Braak
- 1972: Kleiner Mann, was nun? (nach dem Roman von Hans Fallada); Uraufführung am Schauspielhaus Bochum, Regie: Peter Zadek
- 1978: George Dandin (Molière übersetzt und bearbeitet); Erstaufführung bei den Bad Hersfelder Festspielen, Regie: G. Heinz
- 1985: Der Bürger als Edelmann (Molière übersetzt); Erstaufführung am Deutschen Schauspielhaus Hamburg, Regie: Jérôme Savary

### Cinema
- 1960: Die Kurve (Fernsehfilm, Regie: Peter Zadek)
- 1969: Rotmord (Fernsehfilm nach Toller, Regie: Peter Zadek)
- 1971: Sand (Fernsehfilm, Regie: Peter Palitzsch)
- 1975: Eiszeit (Spielfilm, Regie: Peter Zadek)
- 1976: Dorothea Merz (zweiteiliger Fernsehfilm, Regie: Peter Beauvais)
- 1978: Klaras Mutter (Fernsehfilm in eigener Regie)
- 1980: Mosch (Fernsehfilm in eigener Regie)
- 1983: Eisenhans (Spielfilm in eigener Regie)

### Livretos
- 1960: La Buffonata. Ballet Chanté. Musik: Wilhelm Killmayer. Uraufführung 1961 Heidelberg (Städtische Bühnen), Regie: H. Neugebauer
- 1962/63: Yolimba oder die Grenzen der Magie. Musikalische Posse. Musik: Wilhelm Killmayer. Uraufführung 1964 Wiesbaden (Hessisches Staatstheater), Regie: H. Neugebauer
- 1969: Die Geschichte von Aucassin und Nicolette. Oper. Musik: Günter Bialas. Uraufführung 1969 München (Bayerische Staatsoper)
- 2001: Die Legende vom armen Heinrich. Oper. Musik: Ernst August Klötzke. Uraufführung 2011 Wiesbaden (Hessisches Staatstheater), musikalische Leitung: Enrico Delamboye, Regie: Iris Gerath-Prein

### Peças de teatro para criânças
- 1982: Ameley, der Biber und der König auf dem Dach; Uraufführung am Burgtheater Wien, Regie: P. M. Preissler
- 1994: Wie Dilldapp nach dem Riesen ging; Uraufführung am Deutschen Schauspielhaus Hamburg, Regie: Götz Loepelmann
- 2000: Don’t eat little Charlie! Uraufführung am Royal National Theatre London / Erstaufführung in Deutschland als Friss mir nur mein Karlchen nicht! an den Städtischen Bühnen Heidelberg, Regie: W. M. Bauer
- 2000: König Sofus und das Wunderhuhn; Uraufführung am Thalia Theater Halle, Regie: P. Mader

### Peças em prosa
- 1957: Geheimnis der Marionette; 1. Veröffentlichung
- 1959: Auf kleiner Bühne – Versuch mit Marionetten; Essays
- 1962: Die Bühne ist der absolute Ort; Essay
- 1964: Herausgeber der collection theater
- 1976: Dorothea Merz; Fragmentarischer Roman
- 1978: Klaras Mutter; Erzählung
- 1980: Mosch; Das Buch zum Film
- 1984: Die Reise nach Stettin; Erzählung
- 1985: Band 1 der Werkausgabe erscheint
- 1986: Grindkopf; Libretto für Schauspieler
- 1986: Der nackte Mann; Prosatext
- 2000: Ich will versuchen Kupsch zu beschreiben; Künstlerbuch in der Raamin-Presse Roswitha Quadflieg
- 2001: Die Freude am Leben. Kupsch; Stücke und Materialien, edition suhrkamp theaterreihe
- 2001: Merlins Zauber; Suhrkamp-Verlag
- 2002: Othoon. Stück und Materialien; edition suhrkamp theaterreihe
- 2009: Glück ist ein vorübergehender Schwächezustand; Erzählung
- 2010: Ich soll versuchen den eingebildeten Kranken zu spielen